# Municipio de Burt (condado de Alger)
El municipio de Burt (en inglés: Burt Township) es un municipio ubicado en el condado de Alger en el estado estadounidense de Míchigan. En el año 2010 tenía una población de 522 habitantes y una densidad poblacional de 0,78 personas por km².

## Geografía
El municipio de Burt se encuentra ubicado en las coordenadas 46°35′23.9″N 86°5′24.59″O / 46.589972, -86.0901639. Según la Oficina del Censo de los Estados Unidos, el municipio tiene una superficie total de 668,5 km² (258,1 mi²), de la cual 598,1 km² (230,9 mi²) corresponden a tierra firme y 70,3 km² (27,1 mi²) (10.52%) es agua.

## Demografía
En el 2000 la renta per cápita promedia del hogar era de $27.500, y el ingreso promedio para una familia era de $32.656. El ingreso per cápita para la localidad era de $18.008. En 2000 los hombres tenían un ingreso per cápita de $30.750 contra $25.208 para las mujeres. Alrededor del 7.20% de la población estaba bajo el umbral de pobreza nacional.